# Leonildo de Mendonça e Costa
Leonildo Augusto Mendonça e Costa, mais conhecido como Leonildo de Mendonça e Costa (Lisboa, 5 de Novembro de 1849 - Lisboa, 18 de Março de 1923), foi um jornalista e ferroviário português.

## Biografia

### Vida pessoal
Nasceu na cidade de Lisboa, em 5 de Novembro de 1849, filho de Maria Isabel de Mendonça e de José Fortunato da Costa.

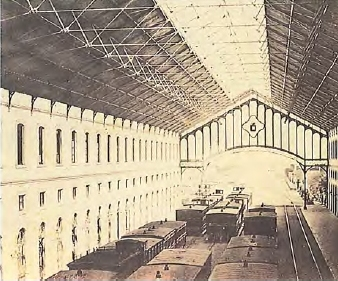
Estação de Santa Apolónia, no Século XIX.

### Carreira profissional
Foi um autodidacta, algo que era considerado bastante incomum em Portugal.
Os seus pais morreram quando tinha 21 anos de idade, pelo que não pôde frequentar o Ensino Superior; trabalhou inicialmente num escritório de agências hipotecárias, tendo-se posteriormente empregado como redactor no jornal A Noite. Porém, aquele periódico foi encerrado devido a dificuldades financeiras, pelo que, graças a uma recomendação do escritor António Augusto Teixeira de Vasconcelos, que também laborou no jornal, conseguiu entrar na Companhia Real dos Caminhos de Ferro Portugueses em 1 de Outubro de 1872, como praticante de estação em Santa Apolónia. Foi posteriormente colocado nos escritórios da Companhia, e foi subindo na carreira, até atingir a posição de chefe de repartição. Já nesta altura, colaborava no periódico madrileno Gaceta de los Camiños de Hierro, tendo os seus textos gerado sensação na capital. Nessa altura, ocorreu na Companhia uma disputa entre dois grupos de influência, um português e outro francês, tendo Leonildo de Mendonça e Costa auxiliado a facção nacional, e colaborado na produção de um relatório sobre o conflito, para o conselho de administração; como recompensa pela sua dedicação, o director Manuel Afonso de Espregueira e os administradores intercederam para que recebesse o grau de cavaleiro da Ordem Militar de Cristo.
Durante cerca de 10 anos, trabalhou como chefe de repartição na divisão do Tráfego da Companhia, e depois no Serviço dos Armazéns.
Em 1887, requereu ao estado, junto com Júlio César de Miranda Monteiro, a concessão para a construção de uma linha ferroviária, para carros americanos, entre a Estação Ferroviária de Paialvo e a localidade de Tomar. Nesse ano, assumiu a posição de empregado principal numa das duas repartições criadas após a cisão dos Serviços de Movimento e Tráfego. Em 1888, estava empregado como inspector-chefe da Repartição do Tráfego da Companhia Real dos Caminhos de Ferro Portugueses.
Fundou e foi o primeiro director da Gazeta dos Caminhos de Ferro de Portugal e Hespanha, que se iniciou em 15 de Março de 1888. Posteriormente, dirigiu também a sua continuação, Gazeta dos Caminhos de Ferro, existente entre 1899 e 1971. Também colaborou nos periódicos Diário de Notícias, Jornal do Comércio, e Comércio do Porto, e participou, até à sua morte, na maioria dos congressos de imprensa. Assistiu, igualmente, a diversos Congressos Internacionais dos Caminhos de Ferro, como o de 1922, em Roma, onde se dirigiu, contra as ordens do seu médico, uma vez que já se encontrava bastante doente.
Defensor do desenvolvimento da indústria do turismo, fundou, em 1906, e colaborou na Sociedade de Propaganda de Portugal, tendo encetado várias viagens por todo o mundo, para reunir elementos e conhecimentos que podiam ser utilizados por aquela entidade. Abandonou a organização em 9 de Novembro de 1910, devido às influências políticas que esta começou a mostrar, devido principalmente à Revolução de 5 de Outubro de 1910.
No entanto, já tinha começado as suas viagens em 1882, com uma excursão a Espanha; foi considerado um dos portugueses mais viajados do seu tempo, tendo sido o primeiro nacional a viajar no Caminho-de-ferro Trans-Siberiano, em 1903. Em 1907, navega até ao Polo Norte, tendo realizado a sua última viagem em 1922, ano anterior à sua morte, que teve como destino França e Itália.
Produziu, igualmente, as obras Guia Oficial dos Caminhos de Ferro e Manual do Viajante em Portugal. Também fundou a Empreza de Anuncios nos Caminhos de Ferro. Dedicou-se, igualmente, ao teatro, tendo redigido várias comédias, a maioria das quais levadas à peça no Teatro Gymnasio.
Construiu um edifício de apartamentos com 6 andares, no n.º 10 da Rua Braamcamp, tendo um dos apartamentos sido ocupado por ele, e os outros, alugados, de forma a assegurar o seu rendimento na velhice.

### Morte
Faleceu em Lisboa, no dia 18 de Março de 1923.
Leonildo de Mendonça e Costa teve uma filha, que faleceu pouco depois dele.

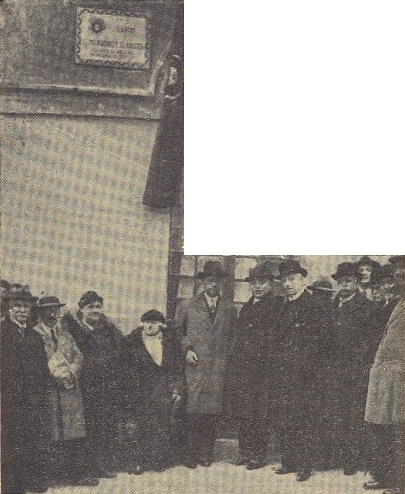
Cerimónia de descerramento de uma placa comemorativa em honra de Mendonça e Costa, no largo com o seu nome.

### Distinções e homenagens
Foi distinguido com o grau de Cavaleiro da Ordem Militar de Cristo.
Após a sua morte, foram publicadas várias homenagens na Gazeta dos Caminhos de Ferro. Em 24 de Novembro de 1932, Carlos de Ornellas conseguiu que a Câmara Municipal de Lisboa colocasse o nome de Mendonça e Costa num dos largos da cidade, tendo a correspondente inauguração tido lugar em 1 de Março do ano seguinte. Em 1966, foram colocadas flores neste espaço, em sua homenagem, no âmbito das celebrações do sexagésimo aniversário da Sociedade de Propaganda de Portugal.
No centenário do seu nascimento, foi homenageado pela imprensa, tendo sido realizada uma missa especial em 5 de Novembro de 1949, na Igreja dos Mártires.